# De Kwellingen
De Kwellingen, ook wel de Cloppenwaard genoemd, is een natuurgebied ten noorden van Werkendam. Het is eigendom van de Dienst Domeinen.
Het is een buitendijks gebied van 25 ha aan de Boven-Merwede, waarin zich een aantal moerassige meertjes bevinden, welke door kleiwinning zijn gevormd. Ook zijn er zandstrandjes en een zandige oeverwal.
In en aan de plassen vindt men onder meer krabbenscheer, zwanenbloem en holpijp. De sprinkhaansoort gewoon spitskopje, een bewoner van moerassig land, komt er voor. Kleine karekiet en rietgors zijn broedvogels, en in de winter worden de plassen bevolkt met watervogels als kuifeend, smient en krakeend. Op de strandjes spoelen vele schelpen van de Aziatische korfmossel aan.

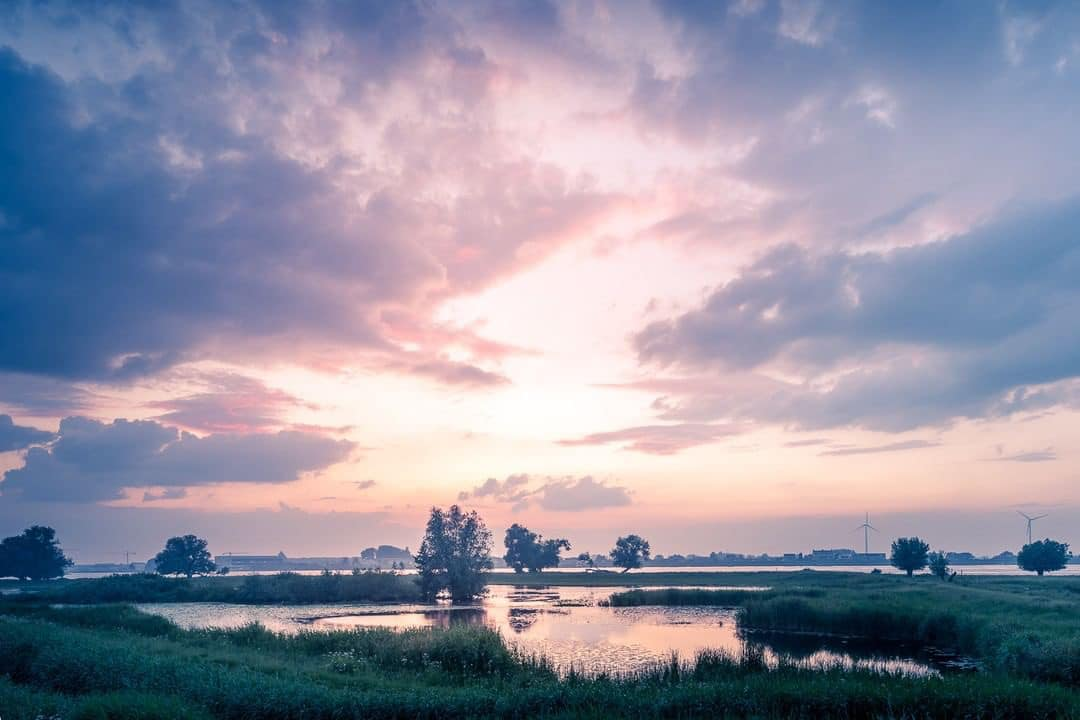
De Cloppenwaard in de avondzon
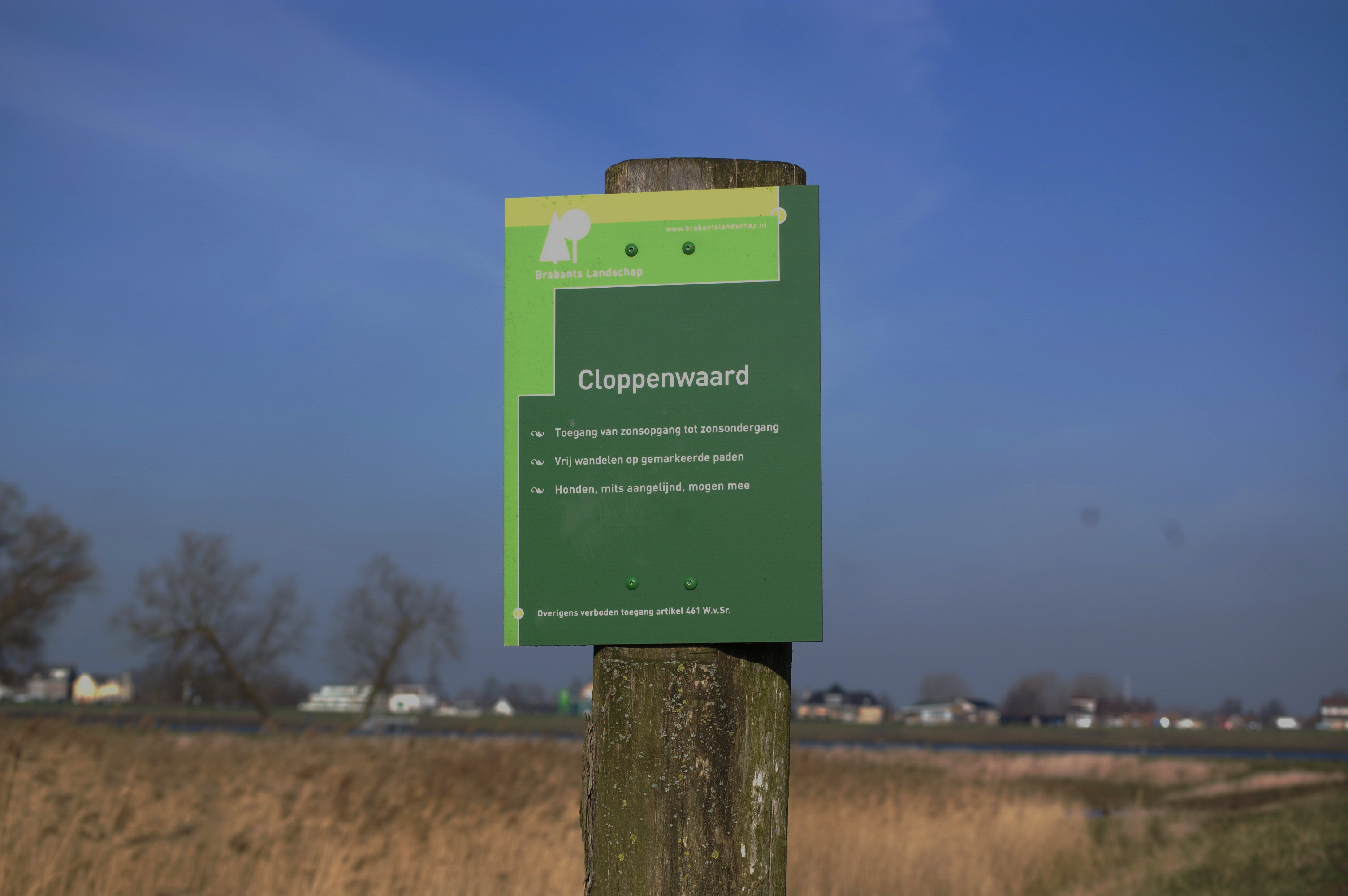
Toegangsbord Cloppenwaard, met Boven-Hardinxveld op de achtergrond
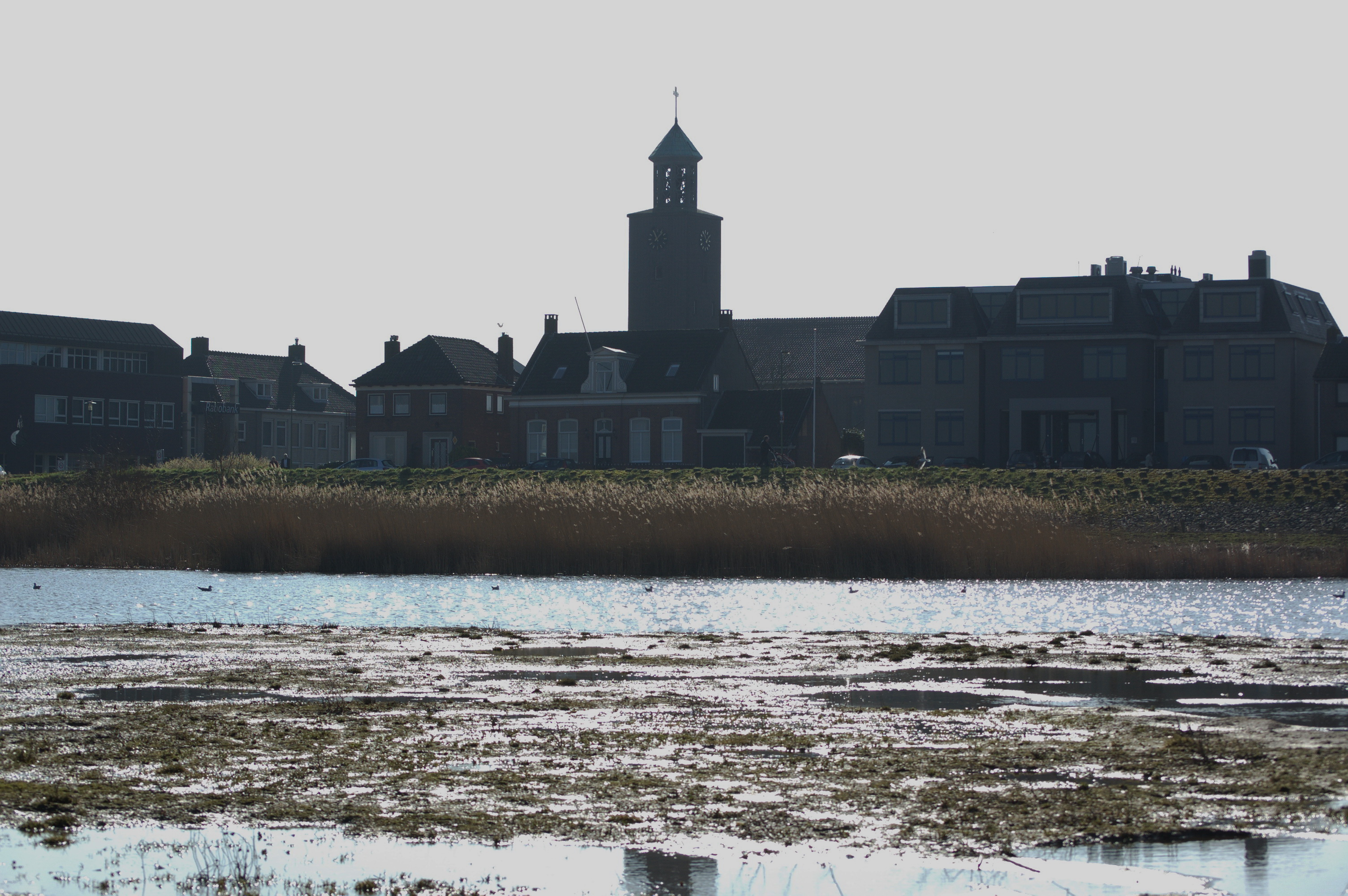
Overstroomde Cloppenwaard met kerktoren van Werkendam op de achtergrond
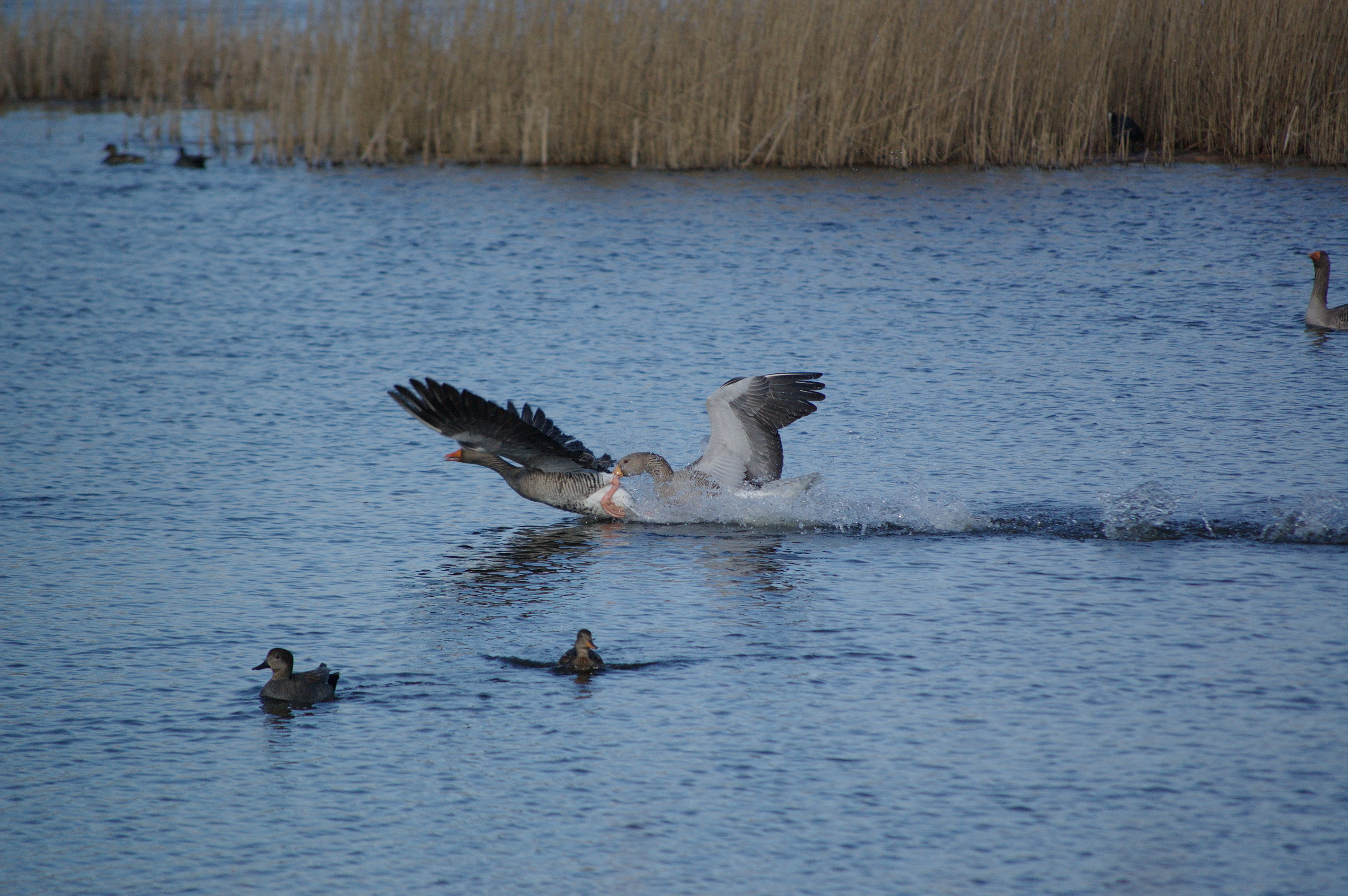
Grauwe ganzen, wilde eend en krakeend in de Cloppenwaard
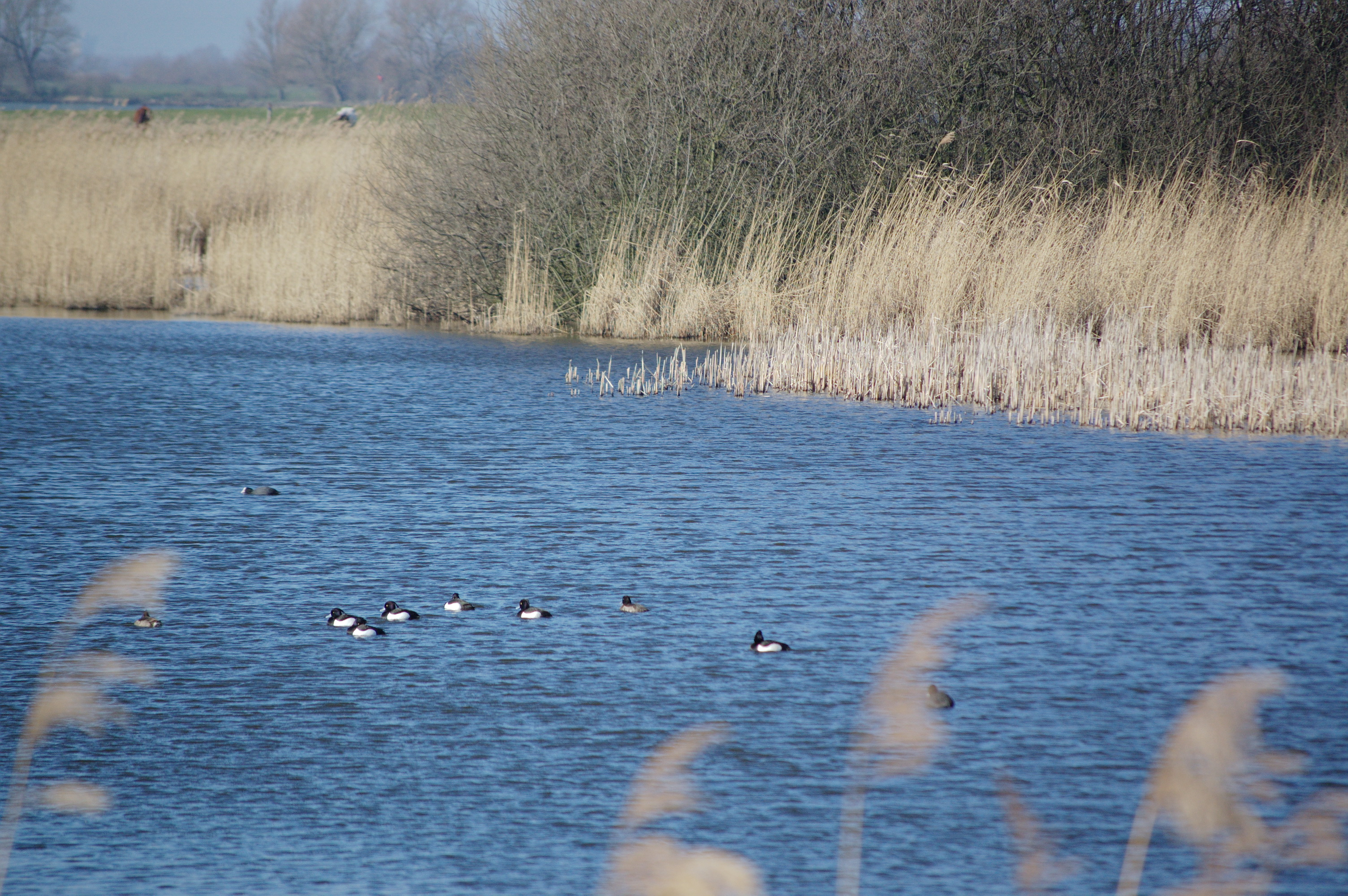
Kuifeenden in de Cloppenwaard
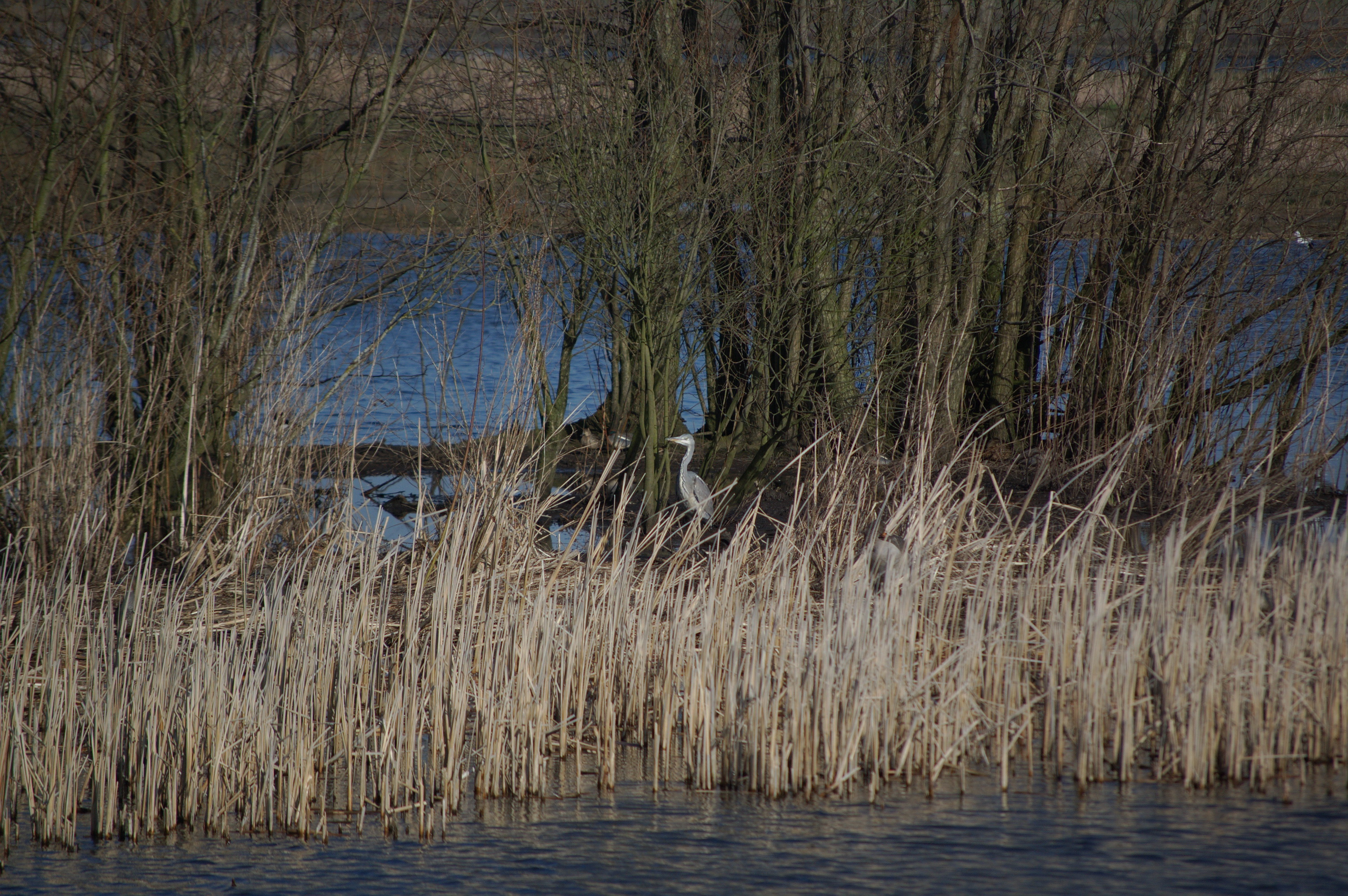
Blauwe reiger en rietkragen in kleiput in de Cloppenwaard